# Убийства в полночь (фильм)
«Убийства в полночь» — кинофильм. Экранизация произведения, автор которого — Джеймс Коркорэн.

## Сюжет
Однажды фермер Гордон решил, что американское правительство не поддерживает сельского производителя, и перестал платить налоги. Из-за этого он вскоре угодил за решётку, но и после отсидки своим взглядам не изменил. Более того, Гордон начал активно агитировать местное население отказаться от уплаты налогов, вступил в нелегальную милитаристскую организацию, а вскоре записал на свой счёт несколько убитых федералов, попытавшихся его арестовать. Агенту ФБР Ричарду Мэйберли поручается выследить и обезвредить бунтаря.